# Andrew Dalzell
Pour les articles homonymes, voir Dalzell.
Andrew Dalzell (Newliston, 6 octobre 1742-Édimbourg, 8 décembre 1806), est un philologue écossais, un des fondateurs de la Royal Society of Edinburgh.

## Biographie
Professeur de grec à l'université d’Édimbourg et bibliothécaire de la ville, il fait partie des fondateurs de la Royal Society of Edinburgh en 1783 dont il est secrétaire littéraire de 1789 à 1796. 
On lui doit les Collectanea graeca (1789). 

## Œuvres
- Principles of Latin and English Grammar, avec Alexander Adam, 1772
- Substance of Lectures on the Ancient Greeks, and on the Revival of Greek Learning in Europe, posthume, 1821